# Rufo Vicente Fernández Martínez
Rufo Vicente Fernández Martínez (Reíllo, 19 de abril de 1877 – Cuenca, c. 1954) fue un organista, compositor y maestro de capilla español.

## Vida
Rufo Vicente Fernández Martínez nació en Reíllo, en la provincia de Cuenca, el 19 de abril de 1877. Su primera formación musical fue en el Colegio de San José, el colegio para los infantes del coro de la Catedral de Cuenca, donde ingresó hacia 1885. Posteriormente estudiaría en el seminario de San Julián de Cuenca.
Su primer trabajo fue como organista primero de la Catedral de Segovia, tras aprobar las oposiciones en 1901.
Tras el fallecimiento de Policarpo del Amo Llorente en 1901, el magisterio de la Catedral de Cuenca quedó vacante. Se realizaron oposiciones para cubrir el cargo, a las que se presentaron tres candidatos: Rufo Fernández, Miguel Jerónimo Asensi Martín y Marcos de Arana. El tribunal, formado por Luis Tapia, maestro de capilla de las Descalzas Reales de Madrid; Valentín de Arín, profesor de Armonía de la Escuela Nacional de Música y Declamación; y Pedro Carabantes, profesor de órgano de la parroquia del Carmen de Madrid, decidió en un escrito de 1902 que ninguno de los candidatos era apto para el cargo.
A pesar de todo y Fernández no ser sacerdote, el cabildo decidió entregar el magisterio al compositor el 18 de marzo de 1902. Unos días después recibía del organista Anastasio Muñoz le entregaba el inventario del archivo de música, que Fernández seguidamente trató de renovar y ampliar con obras contemporáneas y transcripciones de los siglos XVI y XVII. La Catedral, gracias al trabajo de su maestro, tuvo un resurgir de la polifonía.
En 1921 fue nombrado profesor del Colegio de Infantes de San José y dos años más tarde fue nombrado rector. Desgraciadamente en 1925 o 1926 sufrió un desprendimiento de retina y quedó ciego. En 1930 seguía manteniendo el magisterio y en 1931 se le concedió un beneficio vacante, en vista de su discapacidad. El magisterio quedaría vacante largos años, durante la Guerra Civil, hasta que en 1949 se nombró a Restituto Navarro Gonzalo para el cargo.
Rufo Vicente Fernández Martínez fallecería en Cuenca hacia 1954.

## Obra
Parece que Rufo Fernández no tenía mucho interés en la composición, por lo que se conservan pocas obras suyas.
- Bajo armonizado (1901), a ocho voces;
- Fuga (1901), a cuatro voces;
- Gaudete in Domino (1901), a cuatro voces;
- Laudete Dominum omnes gentes (1901), a cuatro voces;
- Non in die festo (1906), Pasión del Domingo de Palmas, a tres y cuatro voces 3 y 4 VV;
- Santo, Santo (1902), a tres voces;
- Sin título, Gos a San Julián, a tres voces;
- Sin título (1900), Trisagio a la Santísima Trinidad, a dos voces.